# Контакт (телесериал, 2012)
«Конта́кт», или «Связь» (англ. Touch) — американский драматический телесериал. Премьера состоялась 25 января 2012 года на телеканале Fox. Телесериал принадлежит 20th Century Fox Television, Tailwind Productions и Chernin Entertainment. Сценарий написан Тимом Крингом; Френсис Лоуренс («Воды слонам!»), Кэтерин Поуп, Кифер Сазерленд и Сюзен Бимел — исполнительные продюсеры.
9 мая 2013 года канал закрыл сериал после двух сезонов.

## Сюжет
Мартин Бом (Кифер Сазерленд), вдовец и отец-одиночка, пытается найти подход к своему 11-летнему сыну Джейку (Давид Мазуз). Заботливый и понимающий Мартин перепробовал всё, чтобы установить контакт с мальчиком, страдающим аутизмом. Джейк никогда не разговаривает, не проявляет никаких эмоций и не позволяет никому до себя дотрагиваться. Ребёнок одержим числами, проводя дни напролет, записывая в своей тетради непонятные ряды цифр и разбирая вышедшие из строя сотовые телефоны.
После того как Джейк несколько раз сбегает из школы, Мартина посещает социальный работник Клеа Хопкинс (Гугу Мбата-Роу), которая считает, что Мартин не может самостоятельно справиться с сыном. Джейк попадает в клинику, несмотря на отчаянные возражения отца.
Все меняется после встречи Мартина с Артуром Теллером (Дэнни Гловер), профессором и экспертом по детям, обладающими неординарными аналитическими способностями. Артур приходит к выводу, что Джейк видит вариации чисел и коэффициентов, которые связывают всех людей на планете. Мальчик может проводить параллели между прошлым и настоящим, а также предсказывать будущее. Теллер говорит Мартину, что Джейк пытается соединить разных людей по всему миру в определенный момент, и что его обязанность как отца помочь своему сыну сделать это, расшифровав послание ребёнка. Отныне попытки Мартина найти связь с сыном будут определять судьбу всего человечества…

## В ролях
- Кифер Сазерленд — Мартин Бом (26 эпизодов)
- Давид Мазуз — Джейк Бом, сын Мартина (26 эпизодов)
- Гугу Мбата-Роу — Клеа Хопкинс (13 эпизодов)
- Лукас Хаас — Кельвин Норбург (13 эпизодов)
- Саксон Шарбино — Амелия Роббинс (13 эпизодов)
- Саид Тагмауи — Гильермо Ортис (10 эпизодов)
- Мария Белло — Люси Роббинс (10 эпизодов)
- Дэнни Гловер — Артур Теллер (8 эпизодов)

Второстепенный состав
- Джонни Рис — Тревор Уилкокс (13 эпизодов)
- Бодхи Элфман — Аврам Хадар (10 эпизодов)
- Роксана Бруссо — Шери Стреплинг (9 эпизодов)
- Кэтрин Дент — Абигейл Келси (4 эпизода)
- Девид де Латур — Саймон Плимптон (4 эпизода)
- Саманта Уитэйкер — Нелл Плимптон (4 эпизода)
- Д. Б. Суини — Джозеф Таннер (4 эпизода)
- Майкелти Уильямсон — детектив Ланг (4 эпизода)
- Титус Уэлливер — Рэндалл Мид (3 эпизода)
- Карен Дэвид — Кайла Грэхэм (1 эпизод)
- Рон Рифкин — Исаак (1 эпизод)
- Энн Дудек — космонавт Аллегра (1 эпизод)
- Кит Дэвид — Датч (1 эпизод)
- Йетиде Бадаки — Грейс (1 эпизод)

## Эпизоды

### Сезон 1 (2012)
| № общий | № в сезоне | Название                                            | Режиссёр             | Автор сценария                                                                 | Дата премьеры    | Произв. код | Зрители в США (млн) |
| ------- | ---------- | --------------------------------------------------- | -------------------- | ------------------------------------------------------------------------------ | ---------------- | ----------- | ------------------- |
| 1       | 1          | «Tales of the Red Thread» «Рассказы о красной нити» | Фрэнсис Лоуренс      | Тим Кринг                                                                      | 25 января 2012   | 1ATG79      | 12.01               |
| 2       | 2          | «1+1=3»                                             | Ян Тойнтон           | Тим Кринг                                                                      | 22 марта 2012    | 1ATG01      | 11.81               |
| 3       | 3          | «Safety in Numbers» «В цифрах спасение»             | Стивен Уильямс       | Кэрол Барби                                                                    | 29 марта 2012    | 1ATG02      | 8.92                |
| 4       | 4          | «Kite Strings» «Нити воздушного змея»               | Такер Гейтс          | Мелинда Су Тэйлор                                                              | 5 апреля 2012    | 1ATG04      | 7.15                |
| 5       | 5          | «Entanglement» «Переплетения»                       | Милан Чейлов         | Крис Левинсон                                                                  | 12 апреля 2012   | 1ATG03      | 8.17                |
| 6       | 6          | «Lost & Found» «Потерять и найти»                   | Стивен Уильямс       | Роберт Левайн                                                                  | 19 апреля 2012   | 1ATG05      | 7.32                |
| 7       | 7          | «Noosphere Rising» «Расцвет ноосферы»               | Гвинет Хордер-Пэйтон | Тим Кринг и Кэрол Барби                                                        | 26 апреля 2012   | 1ATG06      | 6.43                |
| 8       | 8          | «Zone of Exclusion» «Зона отчуждения»               | Адам Кейн            | Крис Левинсон                                                                  | 3 мая 2012       | 1ATG07      | 6.72                |
| 9       | 9          | «Music of the Spheres» «Музыка сфер»                | Майкл Уаксмэн        | Роб Фреско                                                                     | 10 мая 2012      | 1ATG08      | 6.84                |
| 10      | 10         | «Tessellations» «Мозаика»                           | Джон Кэссар          | Зак Крэйли                                                                     | 17 мая 2012      | 1ATG10      | 6.02                |
| 11      | 11         | «Gyre, Part 1» «Водоворот, Часть 1»                 | Нельсон МакКормик    | Сюжет: Джонатан И. Кид и Соня Уинтон Телесценарий: Кэрол Барби и Роберт Левайн | 31 мая 2012      | 1ATG11      | 4.58                |
| 12      | 12         | «Gyre, Part 2» «Водоворот, Часть 2»                 | Грег Биман           | Тим Кринг и Роб Фреско                                                         | 31 мая 2012      | 1ATG12      | 4.60                |
| 13      | 13         | «The Road Not Taken» «Путь ещё не выбран»           | Нельсон МакКормик    | Мелинда Су Тэйлор                                                              | 14 сентября 2012 | 1ATG09      | 3.07                |

### Сезон 2 (2013)
| № общий | № в сезоне | Название                                | Режиссёр           | Автор сценария       | Дата премьеры   | Произв. код | Зрители в США (млн) |
| ------- | ---------- | --------------------------------------- | ------------------ | -------------------- | --------------- | ----------- | ------------------- |
| 14      | 1          | «Event Horizon» «Горизонт событий»      | Нельсон МакКормик  | Тим Кринг            | 8 февраля 2013  | 2ATG01      | 3.94                |
| 15      | 2          | «Closer» «Ближе»                        | Майкл Уаксмэн      | Кэрол Барби          | 8 февраля 2013  | 2ATG02      | 3.59                |
| 16      | 3          | «Enemy of My Enemy» «Враг моего врага»  | Сэнфорд Букстэйвер | Роб Фреско           | 15 февраля 2013 | 2ATG03      | 2.56                |
| 17      | 4          | «Perfect Storm» «Идеальный шторм»       | Нельсон МакКормик  | Дженнифер М. Джонсон | 22 февраля 2013 | 2ATG04      | 2.51                |
| 18      | 5          | «Eye to Eye» «Сойтись во взглядах»      | Милан Чейлов       | Барри О'Брайен       | 1 марта 2013    | 2ATG05      | 2.90                |
| 19      | 6          | «Broken» «Всё сломано»                  | Мэтт Эрл Бисли     | Карин Ашер           | 8 марта 2013    | 2ATG06      | 2.60                |
| 20      | 7          | «Ghosts» «Призраки»                     | Сейт Манн          | Дэвид Эйк            | 15 марта 2013   | 2ATG07      | 2.22                |
| 21      | 8          | «Reunions» «Воссоединение»              | Роксанн Доусон     | Брин Мэлоун          | 22 марта 2013   | 2ATG08      | 2.79                |
| 22      | 9          | «Clockwork» «Часовой механизм»          | Нельсон МакКормик  | Кэрол Барби          | 29 марта 2013   | 2ATG09      | 2.37                |
| 23      | 10         | «Two of a Kind» «Два сапога пара»       | Майкл Уаксмэн      | Роб Фреско           | 5 апреля 2013   | 2ATG10      | 2.29                |
| 24      | 11         | «Accused» «Обвиняемый»                  | Адам Кейн          | Барри О'Брайен       | 26 апреля 2013  | 2ATG11      | 2.22                |
| 25      | 12         | «Fight or Flight» «Бороться или бежать» | Милан Чейлов       | Брин Мэлоун          | 3 мая 2013      | 2ATG12      | 2.19                |
| 26      | 13         | «Leviathan» «Левиафан»                  | Нельсон МакКормик  | Тим Кринг            | 10 мая 2013     | 2ATG13      | 2.42                |